# Roodkopwever
De roodkopwever (Quelea erythrops) is een Afrikaanse wevervogel.

## Verspreidingsgebied
De roodkopwever komt voor in Angola, Benin, Botswana, Burkina Faso, Burundi, Centraal-Afrikaanse Republiek, Congo-Brazzaville, Congo-Kinshasa, Equatoriaal-Guinea, Ethiopië, Gabon, Gambia, Ghana, Guinee, Guinee-Bissau, Ivoorkust, Kameroen, Kenia, Liberia, Malawi, Mali, Mozambique, Niger, Nigeria, Rwanda, Sao Tomé en Principe, Senegal, Sierra Leone, Soedan, Swaziland, Tanzania, Tsjaad, Togo, Oeganda, Zambia, Zimbabwe en Zuid-Afrika.

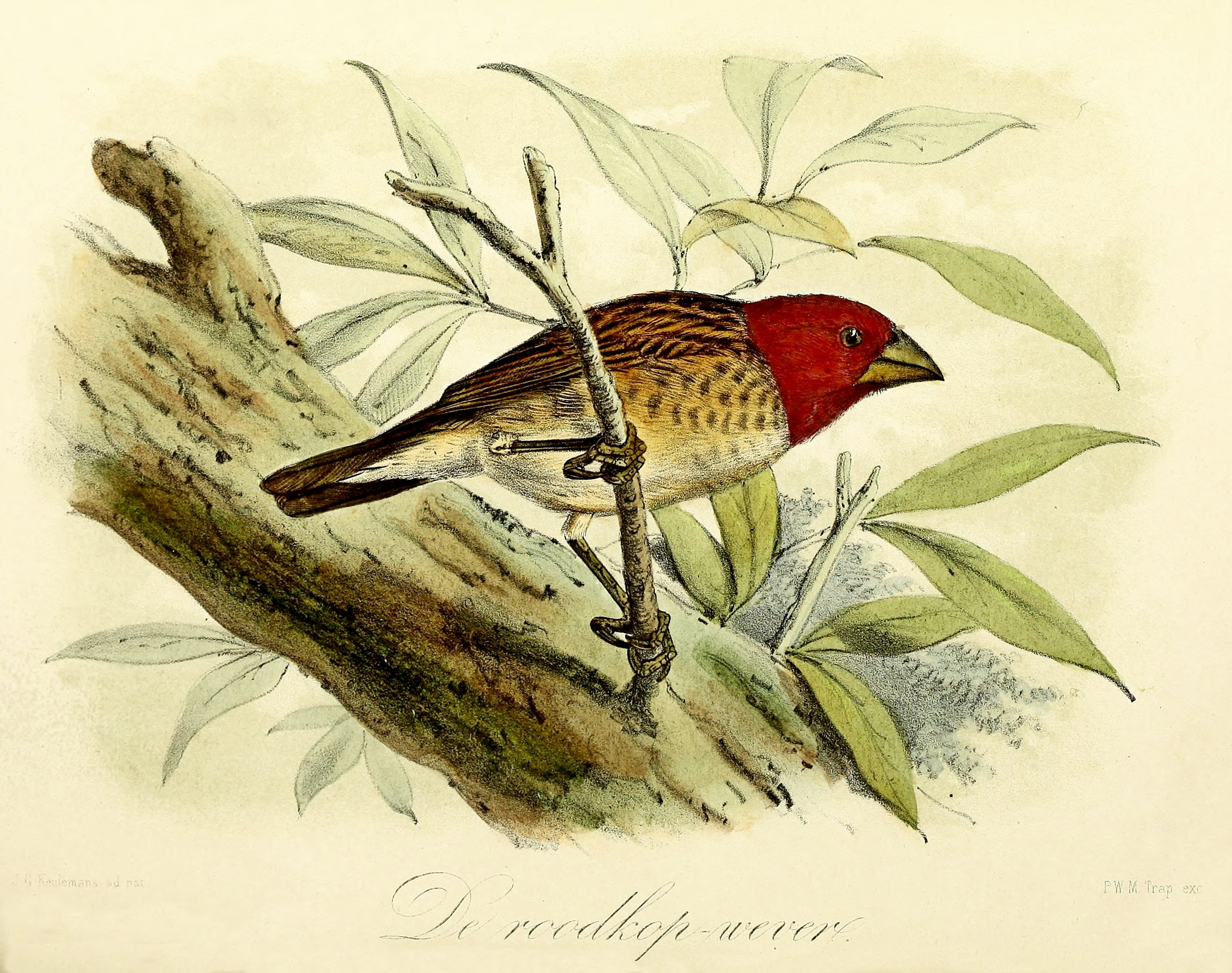
Keulemans 1869

## Synoniemen
Een vroeger gebezigd synoniem voor de roodkopwever is Ploceus erythrops.